# Latvijas Izpildītāju un producentu apvienība
Latvijas Izpildītāju un producentu apvienība lub LaIPA – łotewskie stowarzyszenie producentów fonogramów, należące do organizacji International Federation of the Phonographic Industry (IFPI). LalPA zajmuje się przyznawaniem certyfikatów sprzedaży, tj. złotych i platynowych płyt oraz opracowuje krajowe listy przebojów.
Notowania prowadzone przez Latvijas Izpildītāju un producentu apvienība to: Top 20 singles, Top 10 domestic singles i Top 20 albums, które oparte są na sprzedaży cyfrowej oraz streamingu i notowania Airplay: Top 20 singles i Top 10 domestic singles.